# Chaetonotus longisetosus
Chaetonotus longisetosus is een buikharige uit de familie Chaetonotidae. De wetenschappelijke naam van de soort werd in 1926 voor het eerst geldig gepubliceerd door Preobrajenskaja. De soort wordt in het ondergeslacht Chaetonotus geplaatst.